# Copa Pirineus
La Copa Pirineus (Coupe Pyrénées en francès) és una competició de piragüisme que va tenir lloc els mesos de març i abril del 2010 a la Seu d'Urgell (Alt Urgell), Sort (Pallars Sobirà) i Pau (Occitània). Les proves d'eslàlom van tenir lloc a la Seu d'Urgell i Pau, i descens d'aigües braves a Sort.